# 녹색차량
녹색차량(Green vehicle), 친환경 차량, 청정 차량은 휘발유나 경유로 작동하는 기존 내연 기관 차량이나 특정 대체 연료를 사용하는 차량보다 환경에 덜 유해한 영향을 미치는 모터 비클이다. 현재 일부 국가에서는 이 용어가 더 엄격한 유럽 배출가스 기준(예: Euro6), 캘리포니아주의 무공해 차량 표준(예: ZEV, ULEV, SULEV, PZEV), 여러 국가에서 제정된 탄소 연료 표준을 준수하거나 능가하는 차량에 사용된다.
친환경 차량은 대체 연료와 첨단 차량 기술로 구동될 수 있으며 하이브리드 전기 자동차, 플러그인 하이브리드 전기 자동차, 배터리 전기 자동차, 압축 공기 자동차, 수소 및 연료 전지 자동차, 순수 에탄올 자동차, 유연 연료 자동차, 천연가스 차량, 청정 디젤 차량 및 일부 공급원에는 바이오디젤과 에탄올 연료 또는 가소홀의 혼합물을 사용하는 차량도 포함된다. 2021년 EPA 등급 연비가 갤런당 142마일(mpg-e)(1.7L/100km)인 2021 테슬라 모델 3 스탠더드 레인지 플러스 RWD는 모든 연료를 고려할 때 가장 효율적인 EPA 인증 차량이 되었다. 2020 테슬라 모델 3 스탠더드 레인지 플러스 및 2019 현대 아이오닉 일렉트릭을 능가한다.
몇몇 저자들은 또한 연비를 높이는 것이 단기적으로 운송 부문에서 에너지 효율을 향상시키고 탄소 배출을 줄이는 가장 비용 효율적인 방법이라고 생각하기 때문에 연비가 높은 기존 자동차를 포함한다. 지속 가능한 운송에 대한 기여의 일환으로 이러한 차량은 대기 오염과 온실 가스 배출을 줄이고 석유 수입을 줄여 에너지 자립에 기여한다.
환경 분석은 운영 효율성과 배출량을 넘어 확장된다. 수명주기 평가에는 생산 및 사용 후 고려사항이 포함된다. 에너지 효율성과 같은 단일 요소에 초점을 맞추는 것보다 거치대 간 설계가 더 중요하다.

## 같이 보기
- 배기가스